# 409 هـ
409 هـ هي سنة في التقويم الهجري امتدت مقابلةً في التقويم الميلادي بين سنتي 1018 و1019.

## مواليد
- سهل بن بشر الإسفراييني

## وفيات
- عبد الرحمن المرتضي بالله

- عبد الغني بن سعيد